# 友枝敏雄
友枝 敏雄（ともえだ としお、1951年 - ）は、日本の社会学者。関西国際大学社会学部長。

## 略歴
熊本市生まれ。修道高校出身。1975年東京大学文学部社会学科卒、79年同大学院社会学研究科博士課程中退。1979年東京大学文学部助手。1984年中央大学文学部専任講師。1987年九州大学文学部助教授。1996年九州大学文学部教授、九州大学大学院人間環境学研究院・文学部教授を経て、2006年大阪大学大学院人間科学研究科教授。2010年5月－2012年4月大阪大学大学院人間科学研究科長。2011年－2017年日本学術会議会員。2017年より日本学術会議連携会員。2017年4月－2021年3月　大阪大学特任教授。　2019年5月－2022年5月関西社会学会会長。2021年4月より関西国際大学社会学部教授。2022年４月よりJST（独立行政法人科学技術振興機構）Moonshot 3(自ら学習･行動し、共生するAIロボット）アドバイザー

## 著書
- モダンの終焉と秩序形成 有斐閣 1998.9
- 戦後日本社会の計量分析 花書院 1998.3

## 共著
- 日本人の貯蓄 間々田孝夫,富永健一,高瀬武典,園田茂人共著 日本評論社 1995.6
- 社会学のエッセンス 世の中のしくみを見ぬく 竹沢尚一郎,正村俊之,坂本佳鶴惠共著 1996.4（有斐閣アルマ）
- 社会学のエッセンス 世の中のしくみを見ぬく 新版竹沢尚一郎,正村俊之,坂本佳鶴惠共著 2007.11（有斐閣アルマ）
- 社会学のエッセンス 世の中のしくみを見ぬく 新版補訂版 竹沢尚一郎,正村俊之,坂本佳鶴惠共著 2017.3(有斐閣アルマ）

## 編著・共編著
- 社会学の基礎 今田高俊共編 有斐閣 1991.5
- 社会理論の新領域 厚東洋輔・今田高俊共編 東京大学出版会 1993.5
- 現代高校生の規範意識 規範の崩壊か,それとも変容か 鈴木譲共編 九州大学出版会 2003.11
- 心と社会をはかる・みる 人間科学への招待 編著 九州大学出版会 2005.3
- 言説分析の可能性 社会学的方法の迷宮から 佐藤俊樹共編 東信堂 2006.3（シリーズ社会学のアクチュアリティ）
- Do!ソシオロジー 現代日本を社会学で診る 山田真茂留共編 2007.4（有斐閣アルマ）
- 社会学のアリーナへ 21世紀社会を読み解く 厚東洋輔共編 東信堂 2007.11（シリーズ社会学のアクチュアリティ）
- 現代の高校生は何を考えているか 意識調査の計量分析をとおして 編著 世界思想社 2009.5
- グローバリゼーションと社会学 宮島喬・舩橋晴俊・遠藤薫共編 ミネルヴァ書房 2013.7
- リスク社会を生きる若者たち 高校生の意識調査から 編著 大阪大学出版会 2015.4
- 社会学の力 最重要概念・命題集 浜日出夫・山田真茂留共編 有斐閣 2017.6
- 社会学で描く現代社会のスケッチ 山田真茂留・平野孝典共編 みらい 2019.8
- いまを生きるための社会学 樋口耕一・平野孝典共編 丸善出版 2021.1
- 心と社会をはかる・みる　人間科学への招待（電子版）編著 九州大学出版会 2022.9
- 社会学の力 最重要概念・命題集 改訂版 浜日出夫・山田真茂留共編 有斐閣 2023.１

## 翻訳
- 社会理論の最前線 アンソニー・ギデンズ, 今田高俊, 森重雄共訳  ハーベスト社 1989.9
- ランドル・コリンズが語る社会学の歴史 有斐閣 1997.7
- 計量社会学の誕生 A.L.ボウリー, 速水聖子,土井文博共訳 文化書房博文社 2001.2（社会学調査研究全書）
- ギデンズ社会学コンセプト事典 アンソニー・ギデンズ, フィリップ・W・サットン,友枝久美子共訳 丸善出版 2018.12

## 参考
- 著書の紹介文
- CiNii>友枝敏雄